# Can Sisó
Can Sisó és un forn gòtic habilitat per a ús comercial de Breda (Selva), una obra inclosa a l'Inventari del Patrimoni Arquitectònic de Catalunya.

## Descripció
Casa amb una paret mitjanera (està adossada a Ca l'Argemí) situada al nucli urbà de Breda, al Carrer Nou, que antigament era el Carrer Major i s'allargava fins al carrer dels Còdols i el carrer de Sant Pere.
L'edifici, de planta baixa i pis, en estructura en forma d'"ela" (L), està cobert amb bigues i canyes lligades amb tripes, i té un teulat a doble vessant amb els desguassos a les façanes principals (al costat que toca a l'edifici al qual es troba annex), i a un vessant amb el desguàs a la façana principal (a l'altre costat, on a la part posterior hi ha una construcció annexa, afegida amb posterioritat, utilitzat com a taller de ceràmica), amb el ràfec d'una filera de teula girada al costat esquerre i amb les encavallades de la coberta al costat dret.
A la façana principal, les parets de la planta baixa són de paredat rústic. Una porta central, en arc rebaixat format per dovelles conté un escut a la clau, amb una inscripció i una data: "ANNO", a sota "1543", i sota aquesta, una flor dins un cercle o roda. Els brancals de la porta estan fets de carreus de pedra. Flanquejant la porta, dues finestres amb llinda monolítica i brancals de carreus de pedra, protegides per una reixa de ferro forjat.
Al pis, la façana està arrebossada i pintada de color ocre, ressaltant així les finestres. La finestra central té llinda monolítica i brancals de carreus de pedra i ampit també de pedra. Les finestres que la flanquegen, tenen arc conopial de taló amb arquets, i els elements de suport de l'arc esculpits. Al finestral de la dreta, parelles de dos rostres masculins de diferents edats, a cada un dels suports, i als extrems dels arquets, rostres. La finestra esquerra té l'arc amb els elements de suport que són angelets i també rostres als extrems dels arquets.
A la planta baixa, a l'interior, es conserva una cuina típicament catalana, amb una llar de foc amb la campana de fum. També es conserva el forn morú, que servia per coure la ceràmica. Al pis, destaquen els festejadors que hi ha a les finestres.

## Història
L'edifici data del segle xiv segons la inscripció de la porta d'entrada: 1543. També ho justifiquen els finestrals gòtics del pis. L'immoble combinava les funcions d'habitatge i les d'un obrador terrisser i s'hi conserva un forn datat del 1901.
El Carrer Nou té més de 450 anys, però fins al 1608, quan apareix per primer cop el seu nom actual, era una part del Carrer Major.